# Pavel Cebanu
Pavel Cebanu (* 26. März 1955 in Reni, heute Ukraine) ist ein ehemaliger sowjetischer Fußballspieler, heute moldauischer Fußballfunktionär. Er gilt als einer der bislang besten moldauischen Fußballspieler.
Cebanu verbrachte von 1973 bis 1985 seine gesamte Karriere bei Zimbru Chișinău, obwohl er zeitweise von sowjetischen Großvereinen umworben wurde. Er wurde von den Fans „Zé Maria“ genannt, da er diesem brasilianischen Spieler in seiner Spieltechnik und auch im Körperbau ähnelte. Für die Sowjetunion absolvierte er kein Länderspiel.
Nach seiner aktiven Karriere ging er zunächst auf eine Trainerakademie. Dann arbeitete er in der Heimat und in Rumänien bei zahlreichen Vereinen, darunter Zimbru, der FC Amocom Chișinău, Speranța Nisporeni und Olimpia Satu Mare.
1996 begann er als Generalsekretär des Moldauischen Fußballverbandes, am 1. Februar 1997 wurde er Verbandspräsident.
2003 wurde er zum „Golden Player“ Moldaus, zum bedeutendsten moldauischen Spieler der letzten 50 Jahre gewählt.